# Бёк-Беренс, Ганс
Ганс Карл Август Бёк-Беренс (нем. Hans Karl August Boeckh-Behrens; 27 ноября 1898 — 13 февраля 1955) — немецкий военачальник, генерал-лейтенант вермахта, командующий 32-й пехотной дивизией и 50-м армейским корпусом во время Второй мировой войны. Кавалер Рыцарского креста Железного креста, высшего ордена нацистской Германии. Взят в плен советскими войсками в мае 1945 года. Скончался 13 февраля 1955 года в лагере для военнопленных Войково, недалеко от Иванова.

## Награды
- Железный крест (1914)
  - 2-го класса (11 мая 1915)
  - 1-го класса (19 апреля 1916)
- Нагрудный знак «За ранение» (1914)
  - в чёрном
- Почётный крест ветерана войны (26 января 1935)
- Железный крест (1939)
  - 2-го класса (18 сентября 1939)
  - 1-го класса (1 октября 1939)
- Медаль «За зимнюю кампанию на Востоке 1941/42» (30 июля 1942)
- Немецкий крест
  - в золоте (30 января 1943)
- Рыцарский крест Железного креста (9 декабря 1944)
- Упомянут в Вермахтберихте (6 ноября 1944)
- Манжетная лента «Курляндия»